# 三重県道687号治田山出線
三重県道687号治田山出線（みえけんどう687ごう はったやまでせん）は、三重県伊賀市を通る一般県道である。

## 概要
伊賀市治田から伊賀市山出に至る。

### 路線データ
- 起点：三重県伊賀市治田（字梨の木4708の6番地先[1][2]：国道25号交点）
- 終点：三重県伊賀市山出（字上山田2116の2番地先[1][2]：山出交差点、国道368号交点、三重県道688号依那具山出線終点）
- 総延長：5.41 km

## 歴史
- 1959年（昭和34年）
  - 1月25日  - 認定[3]

起点：三重県上野市大字治田
終点：三重県上野市大字山出
  - 3月31日 - 道路区域の決定[4]
  - 5月19日 - 道路の供用開始[5]

三重県上野市治田字梨の木4708の6番地先から三重県上野市予野字森田前9570番地先を経て三重県上野市山出字上山田2116の2番地先まで（延長5.41 km）
- 2007年（平成19年）4月1日 - 県道の路線認定の一部改正[6]（自治体合併に伴う変更）

起点：三重県伊賀市治田
終点：三重県伊賀市山出

## 路線状況

### 重複区間
- 三重県道686号上野島ヶ原線（伊賀市予野）
- 伊賀コリドール（伊賀市予野）

### 道路施設

#### 橋梁
- 西出橋（北山川、伊賀市）

## 地理

### 通過する自治体
- 三重県

- 伊賀市

### 交差する道路
| 交差する道路                                   | 交差する場所 | 交差する場所      |
| ---------------------------------------------- | ------------ | ----------------- |
| 国道25号 / 非名阪                              | 治田         | 起点              |
| 国道25号 / E25 名阪国道                        | 治田         | 19 治田IC         |
| 三重県道686号上野島ヶ原線 重複区間起点         | 予野         |                   |
| 伊賀コリドール 重複区間起点                    | 予野         |                   |
| 伊賀コリドール 重複区間終点                    | 予野         |                   |
| 三重県道686号上野島ヶ原線 重複区間終点         | 予野         |                   |
| 国道368号 / 名張街道 三重県道688号依那具山出線 | 山出         | 山出交差点 / 終点 |

### 沿線
- 伊賀市立花垣小学校
- 花垣郵便局
- 日本ケービーケー 名阪工場
- アリジカントリークラブ花垣コース